# Iglesia de Dios (Séptimo Día)
La Iglesia de Dios (Séptimo Día) o (7º día) es una denominación cristiana protestante, evangélica y binitaria descendiente del Movimiento Millerita en Estados Unidos durante el siglo XIX presente en 45 países del mundo. Está compuesta por diversas iglesias que guardan el sábado como día de reposo y fue fundada en 1858 por el ministro Gilbert Cranmer.
En el plano internacional, la iglesia se organiza en Conferencias nacionales que en conjunto forman el Congreso Ministerial Internacional de la Iglesia de Dios (Séptimo Día), cuya dirigencia es elegida cada cuatro años.
Las Iglesias de Dios (7.º día) que forman parte del Congreso Ministerial Internacional siguen doctrinas compartidas con el resto del protestantismo, como la divinidad de Jesucristo, la salvación por gracia y el resto de las Cinco solas, sin embargo existen enseñanzas distintivas como el estado inconsciente de los muertos y el seguimiento de la ley de la alimentación, por lo que los miembros hacen distinción entre animales puros e impuros. En América Latina una práctica interna distintiva en sus miembros es el habitual saludo "Paz a vosotros" y "a vosotros paz".
Se deben de diferenciar dos divisiones importantes a inicios del siglo XX, que aun cuando son grupos pequeños optaron por conservar nombres parecidos, a menudo son llamadas Conferencia en Salem y la Conferencia en Jerusalén (Mount Zion Church of God 7th day) en la diversidad religiosa de los Estados Unidos, las cuales mantuvieron una orientación teológica unitaria y no pertenecen al Congreso Ministerial Internacional.

## Orígenes

### El comienzo de la Iglesia en Estados Unidos

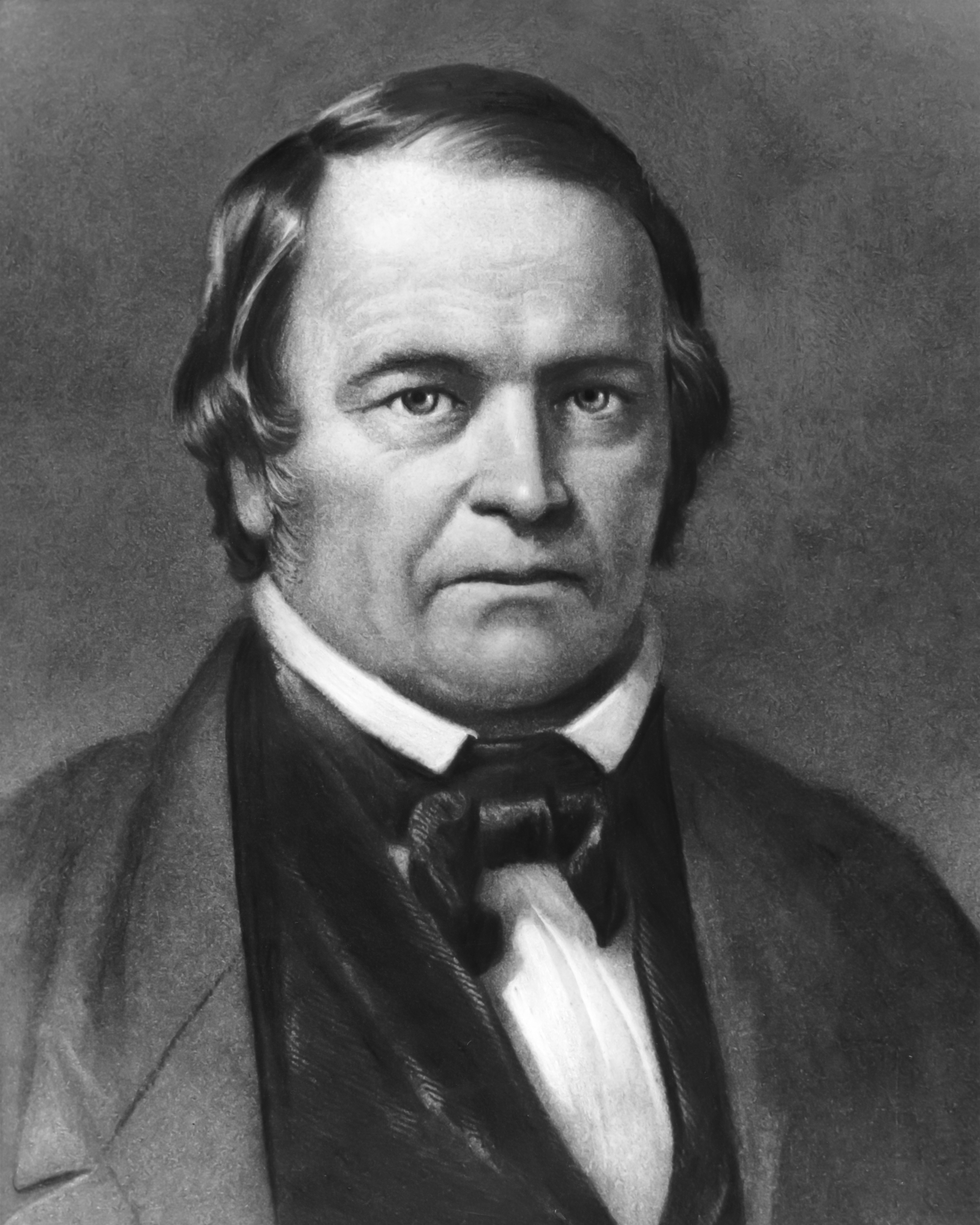
William Miller, principal impulsor del movimiento millerista

El contexto que propició el surgimiento del movimiento sabatista está enmarcado por el Segundo Gran Despertar religioso en Estados Unidos durante el siglo XIX. Este fenómeno, catalogado por algunos grupos protestantes con la denominación de "avivamiento", trajo consigo el incremento de estudios proféticos sobre acontecimientos cercanos a la época, tales como las Guerras Napoleónicas o el Terremoto de Lisboa. Uno de los entusiastas alrededor de las profecías bíblicas fue William Miller, predicador bautista inspirado por la obra de interpretación profética "La venida del Mesías en Gloria y Majestad" (1791) del chileno Manuel Lacunza, así como por los estudios apocalípticos de Isaac Newton.
Después de estudiar las fechas plasmadas en la Biblia, a partir de Daniel 8:14 llegó a la conclusión de que Jesucristo regresaría a la Tierra alrededor de 1843.
Aun cuando William Miller nunca expresó una fecha concreta, pasando el año de 1843 sin incidentes reconoció su error de interpretación públicamente. Sin embargo, sus ideas habían derivado en el movimiento millerista, cuyos miembros buscaron nuevas esperanzas en la interpretación publicada por uno de sus miembros destacados: Samuel S. Snow, quien anunció la "corrección" en los originales cálculos de Miller, la cual apuntaba hacia el 22 de octubre de 1844. El día 23 de octubre de 1844 es conocido como el Gran Chasco dentro del movimiento millerista, al no ocurrir la Segunda Venida de Jesucristo, algunos de sus seguidores regresaron a sus iglesias anteriores, mientras que otros se adentraron en una corriente restauracionista sobre las doctrinas cristianas, integrando otros aspectos que no formaban parte originalmente del millerismo, como la inclusión de los Diez Mandamientos del Antiguo Testamento. Sin embargo, el movimiento post-millerista aún no se concretaba en la creación de ningún iglesia en particular y entraba en el proceso de articulación institucional que derivó en la creación de diferentes grupos cristianos.

### Organización de la Iglesia

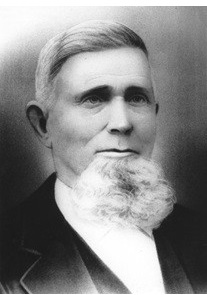
Gilbert Cranmer, fundador de la Iglesia de Dios (Séptimo día)

La Iglesia de Dios (Séptimo Día) representa una línea de adventistas sabáticos que rechazó las visiones y enseñanzas de Ellen G. de White antes de la formación de la Iglesia Adventista del Séptimo Día en 1863. Robert Coulter, expresidente e historiador oficial de la Conferencia General de la Iglesia de Dios (Séptimo Día), en su libro titulado "El Viaje: Una Historia de la Iglesia de Dios (Séptimo Día)" (2014) acredita a Gilbert Cranmer (1814–1903) de Míchigan como el fundador de la Iglesia de Dios (Séptimo Día). Gilbert Cranmer era un ministro de Conexión Cristiana y un unitario bíblico, posición teológica dominante entre las congregaciones de Conexión Cristiana y del Movimiento de Restauración del este de los Estados Unidos. Fue introducido en la observancia del sábado como día de reposo en los cristianos en 1852 por Joseph Bates conocido como el fundador y desarrollador del Adventismo Sabático.
En 1858, cinco años antes de la fundación de la Iglesia Adventista del Séptimo Día, un grupo dirigido por Gilbert Cranmer se separó de los adventistas que apoyaban a James Springer White y Ellen G. White, bajo la consigna de Cranmer: "Mi Biblia y sólo mi Biblia". Entre las razones de esta separación estaban la falta de legitimidad de Ellen G. White como profeta ante una sección de milleristas y la falta de reconocimiento como ministro de culto hacia Cranmer de parte de la pareja White, en donde influyó el uso de tabaco de Gilbert Cranmer, hecho que no resultaba agradable para Ellen White y James S. White. Otro grupo adventista sabático independiente formado en Iowa en 1860 posteriormente se unió a la Iglesia de Dios (Séptimo Día) en 1863.

#### Revista «La Esperanza de Israel»
Una revista llamada The Hope of Israel (La Esperanza de Israel), actualmente The Bible Advocate (El Abogado de la Biblia), se inició en 1863 por acuerdo de la Conferencia del Estado de Michigan de la Iglesia de Cristo, organización precursora que posteriormente cambiaría su nombre a "Iglesia de Dios". Esta publicación extendió la influencia de la organización en otras áreas geográficas. A través de esta revista se promovieron las doctrinas del segundo advenimiento y el Sabbat-séptimo día, y se realizaban invitaciones a otros cristianos para acudir a reuniones religiosas. 
La publicación "La Esperanza de Israel" (The Hope of Israel) mantuvo una orientación editorial abierta a la colaboración, bajo el lema de oponerse a “a todo espíritu sectario y partidista”, la novedad que representaba esta publicación respecto a Review and Herald (de James White, adventista del séptimo día) y Sabbath Recorder (de los bautistas del séptimo día) era, al igual que en la publicación adventista, la defensa de la condicionalidad de la inmortalidad, de la segunda venida de Jesucristo y la observancia del sábado como ejes principales, sin embargo lo que hacía particular a la revista era la enfocada defensa por la Sola Scriptura, por lo que se convirtió en una publicación principal para distintos observantes del sábado que no simpatizaban con las profecías de Ellen G. White.

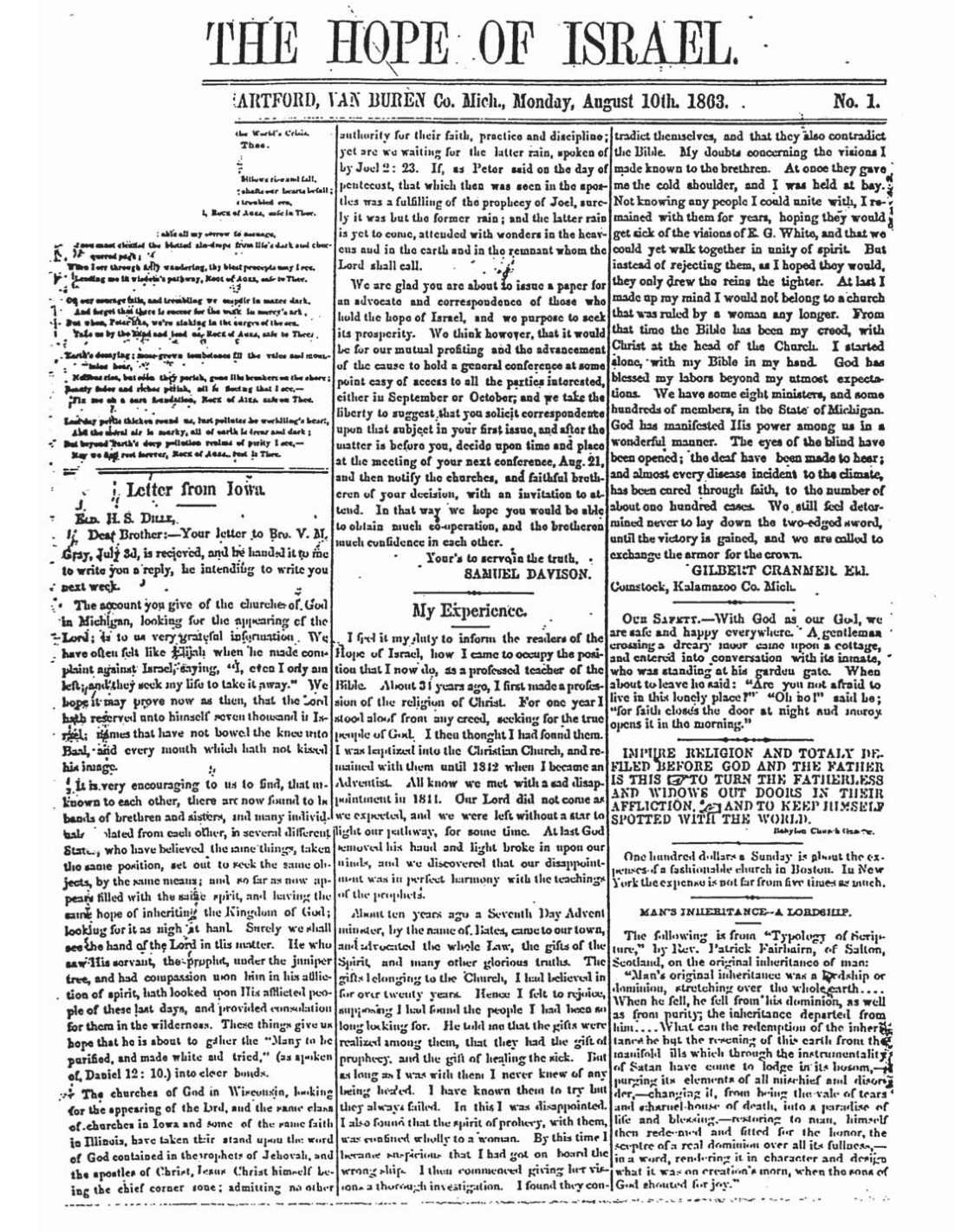
Primer número de The Hope of Israel (predecesor del Abogado de la Biblia) el 10 de agosto de 1863 en Estados Unidos.

Gracias a la extensión de la revista La Esperanza de Israel hacia congregaciones que se encontraban en la misma posición que el grupo de Cranmer, el movimiento pudo extenderse a Misuri, Nebraska y otros lugares. El 5 de octubre de 1884 se organizó la Conferencia General de la Iglesia de Dios. Posteriormente "(Séptimo Día)" se agregó al nombre institucional en 1923. La organización estableció sus oficinas en la ciudad de Stanberry.

#### El nombre institucional
El nombre "Iglesia de Dios" se le otorgó a estas congregaciones derivado de una tendencia restauracionista dentro del movimiento millerita por parte de quienes creían que era el nombre bíblico y original con el cual se identificaba la iglesia cristiana primitiva en las escrituras sagradas judeocristianas. 
En 1845 Joseph Marsh publicaba en un periódico fundado por él mismo llamado The Voice of Truth and Glad Tidings esta misma perspectiva, la cual fue adoptada por todos los adherentes posteriores que simpatizaban con la publicación The Hope of Israel. Esta tradición sobre la nomenclatura de la organización, así como la tendencia a la organización local (y no la dependencia a una sola fuente de autoridad institucional) fue una de las bases que configuró el imaginario institucional de la Iglesia de Dios (Séptimo Día) y de la misma manera, fue la causa de la multiplicidad de orientaciones doctrinales secundarias en su seno, así como una de las causas que derivaron en continuas divisiones y reunificaciones posteriores. Sin embargo, la tradición del credo abierto sigue siendo parte de la mayoría de las Conferencias y del Congreso Ministerial Internacional, por lo que la función de los Congresos Ministeriales nacionales (llamados Concilios Ministeriales en América Latina) sigue teniendo un rol importante para definir o integrar modificaciones doctrinales; como en su momento fue la modificación de la cristología para concebir la divinidad de Jesucristo.

##### Constitución doctrinal y el foro abierto
La revista La Esperanza de Israel mantuvo un foro abierto posterior a la organización de la Conferencia General de la Iglesia de Dios; los lectores empezaron a enviar estudios sobre lo que consideraban importante que se integrara al marco doctrinal de la organización, una de las personas destacadas en ese momento de consolidación doctrinal fue Luther L. Tiffany, cuya participación en la revista consistía en un estudio sobre la interpretación literal de la profecía sobre Jesucristo y su estancia de tres días y tres noches en el corazón de la tierra, su posición obtuvo el consenso de los miembros de la organización y desembocó en la enseñanza de la sepultura de setenta y dos horas de Jesús y su resurrección al final de la tarde del sábado, enseñanza que sigue vigente en la Iglesia de Dios (Séptimo Día).
Debido a la participación de Samuel Davison en 1872 sobre el tiempo para celebrar la Santa Cena, siguiendo el tiempo literal en que se celebró (la Pascua hebrea), esta posición alcanzó consenso en un momento en que la organización celebraba la Santa Cena de forma aleatoria.

##### Arrianismo en los primeros años

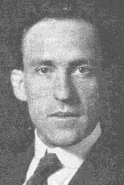
Andrew N. Dugger asentó el arrianismo durante décadas, posteriormente abandonó la organización.

Aun cuando había discusión en torno a distintos temas doctrinales, la cristología no fue un tema debatido, los miembros de la Iglesia de Dios en ese momento tenían diferentes posiciones en torno a la figura de Jesús, Robert Coulter lo expresa de la siguiente manera en El Abogado de la Biblia del año 2013: 
«Las opiniones más frecuentemente discutidas en los años 1870 y 1880 fueron la herejía del nacimiento natural y la adopción de Jesús como Hijo de Dios versus Su deidad como Dios el Hijo. Andrew N. Dugger, el presidente de la Conferencia General, parece haber asentado la Cristología de la Iglesia en 1924 publicando un artículo en el Abogado de la Biblia promoviendo el Arrianismo.» 
En el año 1914, Andrew N. Dugger cerró permanentemente el foro abierto que tenía la revista El Abogado de la Biblia (antes llamada La Esperanza de Israel) cuando Dugger tenía el rol de editor en la publicación, bajo la justificación de que la diversidad de ideas ponían en peligro la uniformidad doctrinal de la organización.
La Cristología no se volvería a poner en discusión y revisar hasta el año 1980, cuando el Congreso Ministerial Internacional de la Iglesia de Dios (Séptimo Día) adoptó la doctrina de la deidad de Jesucristo.

#### La infiltración y expulsión del "israelismo británico"
Un miembro de la iglesia con sede en Salem muy publicitado fue el evangelista Herbert W. Armstrong (1893-1986). En 1927, Armstrong fue desafiado por su esposa, Loma, a encontrar una justificación bíblica para guardar el domingo como el día del sábado cristiano. Loma había caído bajo la influencia de Emma Runcorn, miembro de la iglesia del Séptimo Día en el Valle de Willamette en Oregón. Runcorn y su esposo Ora fueron líderes laicos en la conferencia de Oregón. Armstrong pronto se convirtió en un ministro de esa iglesia y en un escritor para la revista Abogado de la Biblia. En unos pocos años, Armstrong comenzó a enseñar la teoría británico-israelí debido a la influencia del ministro Clarence Orvil Dodd, la historia alternativa que consideraba a las naciones de Europa Occidental y América del Norte como los descendientes literales de las "Diez Tribus Perdidas" de Israel, y el cumplimiento obligatorio de las Fiestas de Levítico 23. Armstrong se desasoció de la Iglesia de Dios (Séptimo Día) - Conferencia de Salem sobre estos dos asuntos, que no eran doctrinas originales de las Iglesias de Dios (7.º día); años después, la Iglesia de Dios (Séptimo Día) revocó sus credenciales ministeriales con su Iglesia, pero en ese momento ya estaba bien establecido en su propia iglesia, la Iglesia de Dios Radial, conocida actualmente como Comunión Internacional Gracia, que al igual que la Iglesia de Dios (Séptimo día) han tomado posteriormente un rumbo de cambios doctrinales hacia el cristianismo evangélico. 
Aún con su expulsión, el israelismo británico tuvo influencia en ciertos miembros importantes de la organización, el ministro Clarence Orvil Dodd logró convencer de ciertos puntos doctrinales aAndrew N. Dugger, estas enseñanzas habían sido aprendidas por Dodd de G. G. Rupert. Tanto Dodd como Dugger saldrían años más tarde de la Iglesia de Dios (Séptimo Día) debido a estas diferencias doctrinales.

### La división de 1933
La conferencia indivisa llamada "Iglesia de Dios (Séptimo Día)" se mantuvo hasta 1933. Según el historiador de la Iglesia de Dios Andrew N. Dugger, así es como ocurrió la división: algunos miembros de la Iglesia de Dios en los Estados Unidos "sintieron" la necesidad de una "Organización Bíblica" de la Iglesia de Dios. La idea también era mover la sede mundial a Jerusalén. El tiempo y el lugar elegidos para realizar este trabajo de "reorganización" fue Salem, el 4 de noviembre de 1933. Sin embargo no existía consenso respecto a las propuestas de reorganización institucional. Por un lado, Dugger y otros sostuvieron una "reorganización" del gobierno de la iglesia, carnes limpias, sin tabaco y la Pascua en Nisan 14. Por otro lado, Burt F. Marrs dirigió la parte de la membresía que pensaban que la Pascua debía ser en Nisan 15 y no estaba a favor de mover la sede a Jerusalén. El 4 de noviembre de 1933, en Salem, se iniciaron las oficinas centrales de la Conferencia de Salem.
El 6 de noviembre, el "Abogado de la Biblia" se imprimió en Salem, con el número de volumen continuo como el que aún se publica en Stanberry. Poco después, la secuencia de números cambió debido a las leyes de derechos de autor. De 1933 a 1949 hubo dos organizaciones separadas de la Iglesia de Dios, una en Stanberry, Misuri, y la otra en Salem. La conferencia de Salem se organiza bajo un modelo llamado apostólico (doce apóstoles, setenta ancianos y "siete hombres para ocupar los asuntos comerciales de la iglesia"), mientras que Stanberry se organizaba a través de un grupo gobernante de siete ministros. Dugger fue durante un tiempo parte de la Conferencia de Salem, pero nunca fue parte del Consejo de la Iglesia de los Doce cuando la Iglesia estaba organizada.

### Reunificación de 1940

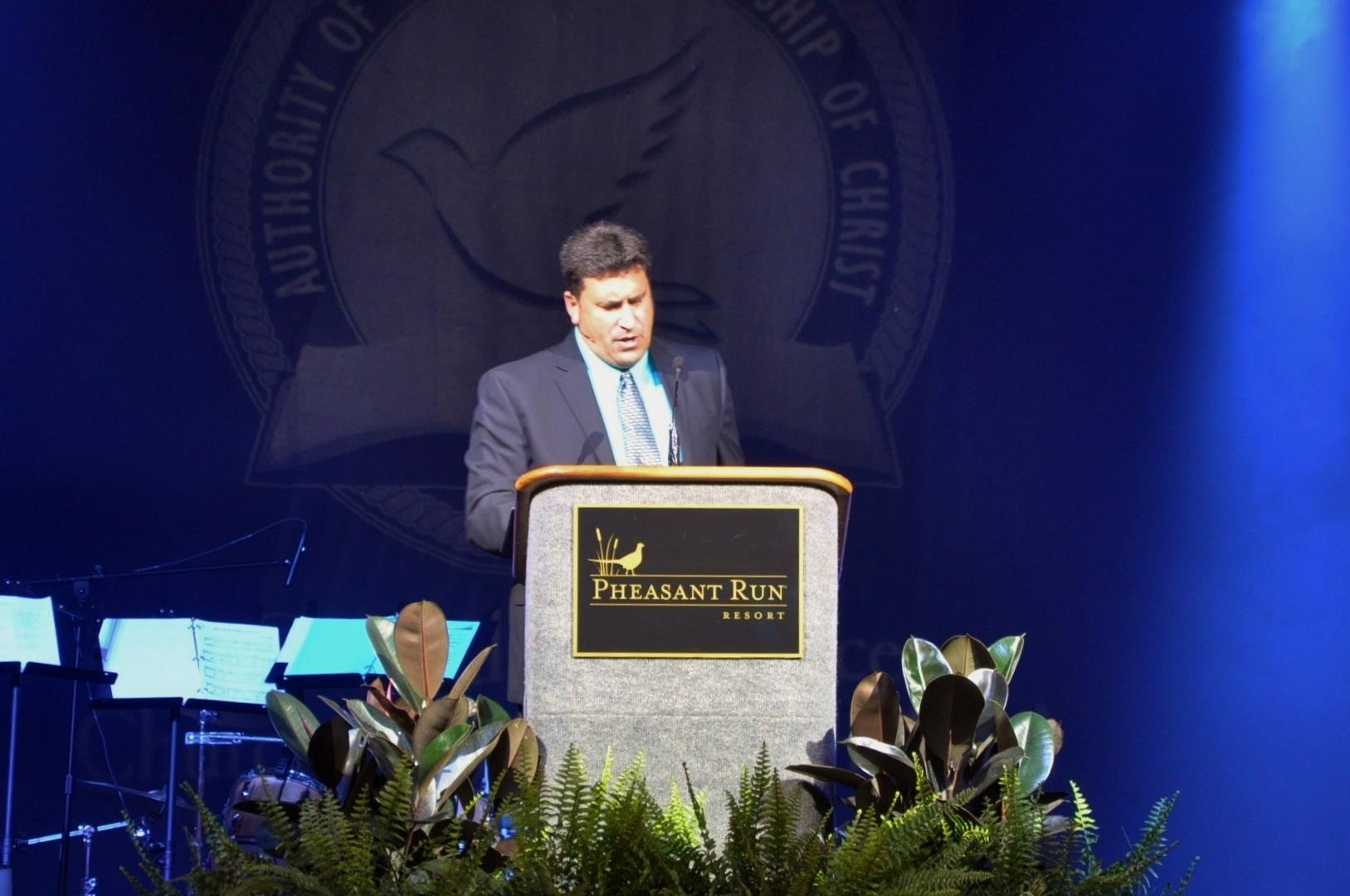
Conferencia de la Iglesia de Dios (Séptimo Día) en Estados Unidos

El primer intento de fusión entre Stanberry y la Conferencia de Salem ocurrió en 1942. Una demanda de derechos de autor sobre la revista Bible Advocate y la publicación de Bible Home Instructor dificultó la fusión. En 1947, el Consejo de Ministros de Salem le pidió a Stanberry que designara un comité para reunirse con su comité para discutir un nuevo intento de fusión. Las dos iglesias se encontraron en Fairview, Oklahoma, del 12 al 17 de febrero de 1948. Debido a las leyes bajo las cuales se incorporó el grupo de Stanberry, el momento más temprano posible para la unión de los dos grupos fue agosto de 1949. La fusión se votó del 12 al 20 de agosto de 1949, y el primer número del "Abogado de la Biblia" se publicó el 3 de octubre de 1949. Burt F. Marrs notó que dentro de este intento de fusión en Fairview en 1948, hubo ausencia de ministros de Salem y Stanberry que no estaban de acuerdo con la fusión, así como la ausencia de representantes de la Conferencia en México.
En 1946 miembros de la Iglesia de Dios (Séptimo Día) de ambas ambas Conferencias (Salem y Stanberry) compran terrenos para fundar una escuela (dentro del segundo intento de unificación), en 1949 se funda bajo control "bipartidista" la Spring Vale Academy (hoy llamada Spring Vale Christian School) en Owosso, Míchigan, en donde se abre una escuela secundaria que hasta el día de hoy enseña la doctrina e historia de la Iglesia de Dios (Séptimo Día).
En mayo de 1949 se acordó un campamento en Stanberry en donde habría representantes de ambos grupos, se acordaría que el organismo ejecutivo de la Iglesia estuviera conformado por personas de ambos grupos en caso de ser efectiva la fusión, así como también se declararía al Credo de la Iglesia como "abierto a la luz de nuevas cosas", para no crear grandes controversias por aspectos doctrinales que consideraban secundarios. El Comité especial de la Unión lo conformaban Burt F. Marrs y William Alexander.
En agosto de 1949 los acuerdos para unir a las conferencias se pasaron a la membresía de ambas Conferencias, que a pesar de la oposición de Andrew N. Dugger, votaron a favor en ambos casos. Se declaró la unidad de la Iglesia como organización. La sede se movió a la ciudad de Denver, Colorado para mantener en armonía a todos los miembros. Burt F. Marrs sustituyó a Dugger como jefe del Departamento de Misiones Extranjeras, quien realizó un viaje a México cuando el presidente de la Conferencia en México era José Kim Peck cerca de 1950. Cuando surgió el movimiento "Volver a Salem" en 1950 por Andrew N. Dugger, debido al contacto anterior de la vieja Conferencia de Salem con la Conferencia en México, Dugger trató de atraerlos hacia este movimiento posterior a la fusión, sin embargo Burt F. Marrs realizó viajes para tratar de contrarrestar la literatura impartida por Dugger a finales de los 40 e inicios de los 50.
Charles Monroe escribió que dentro de este proceso algunas pocas congregaciones prefirieron mantenerse independientes.

#### Movimientos opositores a la Reunificación
Ya en 1949-50, los ministros disidentes F.L. Summers y su yerno Chris Royer volvieron a Salem y establecieron una sede allí. El movimiento "De regreso a Salem" se dividió en al menos tres facciones: 
1. Una minoría de las personas originalmente de la organización en Salem que se quedó en Salem con ella como cuartel general; 
2. Andrew N. Dugger y Severson, que fueron a Jerusalén.
3. Olson y Groshans, quienes formaron la Iglesia de Dios del Séptimo Día en Caldwell, Idaho de forma autónoma.
La Conferencia independiente de Salem comenzó a publicar una revista, El abogado de la verdad, en febrero de 1950, en 1970 contaban con sólo siete congregaciones. Se supone que este grupo en Salem cree que los santos serán arrebatados al mar de cristal, mientras que las siete últimas plagas serán derramadas. Difiere con el Grupo de Denver en la fecha de la Cena del Señor anual, que calculan de acuerdo con el equinoccio de primavera.
En septiembre de 1952, Dugger, después de regresar de un viaje prolongado a Nigeria para visitar los grupos de la Iglesia de Dios, decidió mudarse a Jerusalén para comenzar el "Reportero del Monte Sión" (Mt. Zion Reporter) en 1953. Posibles cuestiones doctrinales condujeron a Dugger salir a Israel. Dugger a través de su publicación Mt. Zion Reporter tuvo conexión con diferentes grupos que se autodenominaban «Iglesia de Dios (Séptimo Día) Mt. Zion» y que reconocían la Conferencia de Jerusalén, estas congregaciones se encuentran en diferentes parte del mundo, desde algunos países africanos hasta América del Norte, derivado de la actividad misionera de Dugger.
De parte de quienes eran miembros de la Conferencia de Stanberry y se opusieron a la fusión, un grupo en Meridian, Idaho que se oponía a la prohibición del consumo de carne de cerdo organizó una organización llamada "Concilio General de la Iglesia de Dios (Séptimo Día)" en esa ciudad, cuentan con 10 congregaciones en Norteamérica, mantiene un enfoque de reconocimiento al cristianismo de otras iglesias, sin embargo una parte de sus congregaciones se unificaron con la Conferencia General de la Iglesia de Dios (Séptimo Día) en la década de los 80.
Algunas Iglesias de Dios (7° día) son independientes en Estados Unidos o están afiliadas a grupos previamente asociados con la sede central de Jerusalén (llamadas Mt. Zion). Estos generalmente siguen un conjunto de 40 puntos de doctrina.

#### Sistema de gobierno interno
A causa de la reunificación, la Conferencia General de la Iglesia de Dios (Séptimo Día) acordó adoptar el sistema de gobierno bajo un sistema apostólico (12 personas al mando de la organización), tal como lo hacía la Conferencia de Salem antes de la reunificación, sin embargo el consejo ejecutivo del momento optó por cambiarlo debido a las dificultades prácticas, por lo que se acordó aumentar los privilegios a los miembros y a las congregaciones locales. Durante la década de 1980 la organización tenía un sistema de gobierno híbrido que combinaba características presbiterianas con congregacionalistas. El historiador y ministro Robert Coulter señala a este cambio como uno de los causantes de la transformación doctrinal que sucedería durante esos años en la denominación: el repudio  del arrianismo dentro de la iglesia, que produjo la aceptación de la doctrina sobre la divinidad de Jesucristo y la reafirmación sobre la salvación por gracia, pilares del protestantismo.
Actualmente la Conferencia General de la Iglesia de Dios (Séptimo Día) en Estados Unidos, patrocina una universidad cristiana llamada Artios Christian College, con estudios en liderazgo cristiano incluyendo nivel técnico y licenciatura.

### Presidentes de la Conferencia estadounidense
- W. C. Long (1900-1905)
- S. W. Mentzer (1905-1921)
- Andrew N. Dugger (1921-1927, 1929-1931); William Alexander (1931-1933)
- Burt Marrs (1927-1929)
- S. Christenson (1933-1937)
- Roy Davison (1937-1941)
- Carl Carver (1941-1943)
- Burt Marrs (1943-1949)
- E. Lidell (1949-1953)
- A. Straub (1953-59)
- K. H. Freeman (1959-1963)
- Robert Coulter (1963-1987)
- Calvin Burrell (1987-1997)
- Whaid Rose (1997- 2015)
- Loren Stacy (2015 - presente)[41]

## Historia de la Iglesia de Dios (7.º día) en México

### Orígenes en Saltillo
A diferencia de otras tradiciones del protestantismo en México, la Iglesia de Dios (7° día) llegó a México y aumentó su membresía originalmente gracias a las redes migratorias de México con Estados Unidos; muchos de los primeros miembros de esta iglesia eran migrantes expulsados de los Estados Unidos que habían tenido contacto y membresía con alguna congregación parte de la Conferencia General de la Iglesia de Dios (Séptimo Día) con sede en Stanberry, Misuri.
La primera constancia de la presencia de la organización religiosa se reporta en Saltillo, a través del misionero informal, que también era migrante del proyecto brasero, Arturo G. Tabel en 1920 durante su trayecto hacia Honduras.

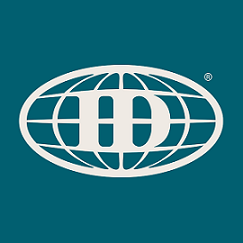
El logo actual de la Iglesia de Dios (7o. día) en diferentes países de América Latina e Italia.

Debido a varias solicitudes de información desde México a la Conferencia General de Estados Unidos debido a la distribución de algunos folletos, Andrew N. Dugger, presidente de la Conferencia General (COG7) de ese momento, propuso la instalación de una imprenta de la iglesia en México, realizándose ese mismo año en 1923. La mayoría de los solicitantes de información eran adventistas que no aceptaban el rol de Elena G. de White como profeta de la Iglesia Adventista.
La primera misión se creó en Saltillo, en donde se contaban 14 personas en 1922; en la Ciudad de México existían tres ministros ordenados desde el 13 de mayo de 1922, realizando la "Conferencia Mexicana de la Iglesia de Dios Séptimo Día", en donde Baltazar Laureano Ramírez representó a la organización en la zona centro del país.  En la "Primera Convención General de la Iglesia de Dios" en 1923 en Saltillo, con la presencia de Andrew N. Dugger, Milton Piedra y José María Rodríguez, este último fue nombrado ahí como misionero oficial y presidente de la "Conferencia Nacional de la Iglesia de Dios" en México.
El primer número de "El Abogado de la Biblia" en México tuvo lugar en noviembre de 1923; en 1926 se celebra la II Convención de la Iglesia de Dios, en donde la influencia de Baltazar Laureano fue tan grande que el gobierno de la iglesia se trasladó de Saltillo a Ciudad de México.
El registro formal de la organización se hizo en Saltillo el 27 de febrero de 1928, sin embargo la Guerra Cristera retrasó el trámite. Fue hasta 1932 que el gobierno de México otorgó el permiso bajo la denominación de "La Iglesia de Dios Nacional Mexicana".
Durante el periodo 1929 a 1944 la iglesia de Saltillo rompió relaciones con la sede de la Ciudad de México debido a su posible resistencia a la imposición de un misionero estadounidense como dirigente. Esto se considera como la primera separación.

### La iglesia en el centro de México
En 1922, José María Rodríguez nombró ministros a Baltazar Laureano Ramírez, Daniel Guevara y Victor Model, quienes tomaron las responsabilidades de la organización en México y establecieron las reuniones en el Callejón 5 de Mayo del Centro Histórico de la Ciudad de México cerca de una congregación judía llamada Nidjei Israel (grupo que más tarde crearía la Sinagoga Histórica Justo Sierra 71), se cree que Laureano tenía profunda admiración por el rito judío.
Durante los años 20 del siglo XX la iglesia empezó a decrecer, se nombró como misionero a Ezequías Campos Aguilar, un mexicano que vivía en Texas, converso en 1924. En 1932 Campos tuvo roces con Baltazar Laureano sobre la organización de la iglesia.
La constitución identitaria de la iglesia en el centro de México se ha denominado como "judaizante", al integrar aspectos rituales y otras prácticas judías más allá de los Diez Mandamientos, lo que marcó una diferencia notable con las congregaciones del norte de México con mayor conexión a la Conferencia General estadounidense.

### Movilización entre 1933-1961
Mientras que la Conferencia General en Estados Unidos perdía fuerza debido a la división entre la Conferencia de Salem y la de Stanberry (posteriormente en Denver), la iglesia mexicana tomaba mayor fuerza hacia su expansión.
Andrew N. Dugger influyó en los misioneros nombrados en Estados Unidos para expandirse en México a través del "fundamentalismo" de la Conferencia de Salem. En los Estados Unidos Andrew N. Dugger insistía en hacer el cambio de la sede a Jerusalén; según las evidencias encontradas por el etnógrafo Raphael Patai en 1930 al investigar sobre la presencia de cryptojudíos en la Iglesia de Dios (Séptimo Día), encontró que las congregaciones en la Ciudad de México trabajaban con panfletos que presentaban a la iglesia y mencionaban una sede en Jerusalén: 
"The paragraph dealing with the constitution of the sect on page 5 states that the Iglesia de Dios has general offices in 'Jerusalem, Pelestine'." ("El párrafo que trata sobre la constitución de la secta en la página 5 establece que la Iglesia de Dios tiene oficinas generales en 'Jerusalén, Palestina'.") 
Por lo que se puede decir que las ideas de Dugger habían tenido influencia en México antes de la separación de la Conferencia de Salem y la Conferencia de Stanberry en Estados Unidos.
La organización tenía dos orientaciones, la más judaizante de Baltazar Laureano Ramírez y la más moderada del ministro Ezequías Campos, quien tenía constante comunicación con Andrew N. Dugger. En 1933 se crea el primer templo formal de la institución en la calle Caruso número 256 de la colonia Vallejo, en CDMX. La tendencia de judaización fue mayor en los años siguientes debido a la necesidad identitaria de la Iglesia de Dios (7.º día) frente al catolicismo y a otras corrientes protestantes en México.
En este punto sucedió la ruptura definitiva entre Laureano y Campos, en donde Baltazar Laureano se quedó con el templo de la calle Caruso y se separó de la Iglesia de Dios (7.º día), posteriormente se convertiría en rabino y el templo pasaría a convertirse en una sinagoga, Baltazar Laureano pasó años (al igual que su familia) identificándose como descendiente de criptojudíos que fueron forzados a renunciar a su fe en Europa y por la inquisición española en México; Schulamith Chava Halevy en su tesis Descendants of the Anusim (Crypto-Jews) in Contemporary Mexico (Descendientes de los anusim [criptojudíos] en el México contemporáneo), cree que es posible que los reportes de Raphael Patai sobre las personas que le dijeron sobre la práctica de la circuncisión en la congregación de Laureano hayan expresado generalidad, proponiendo que es mucho más probable que la referencia sea únicamente a un grupo de critojudíos que Baltazar Laureano tenía dentro de la congregación creada en la colonia Vallejo de la CDMX.
Los dirigentes de la Iglesia de Dios (Séptimo Día) tomaron la decisión de celebrar las Fiestas de Levítico para no perder más membresía hacia la organización de Laureano como lo muestra la carta con la transcripción de la discusión efectuada después de la separación, en donde Ezequías Campos propuso el festejo de las Fiestas de Levítico 23 (nombre de uno de los libros de la Biblia judeocristiana) el 23 de marzo de 1937 (probablemente influenciado en ello por Andrew N. Dugger y una parte de la Conferencia de Salem que tenía la misma opinión respecto a las Fiestas), y en donde Alberto García Becerril se mostró "no muy convencido" pero accedió. En 1939 se adquirieron terrenos para fundar un nuevo templo en la colonia Mártires del Río Blanco, los saludos se cambiaron a "Shalom alejem" y más tarde por propuesta de Zeferino Laureano se modificaría a "Paz a vosotros" o "A vosotros paz" en 1935.

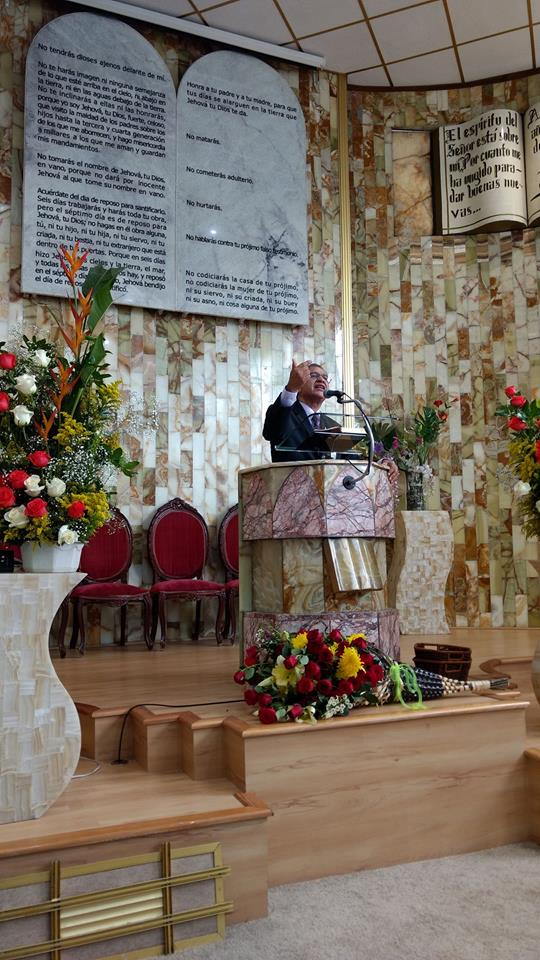
Iglesia de Dios (Séptimo Día) en la ciudad de Puebla, México.

A finales de los años 30 e inicios de los 40, la iglesia en el norte había perdido fuerza, mientras que en el centro la congregación de Río Blanco se fortalecía y se convertía en la sede. En 1941, José Kim Peck, miembro coreano-mexicano se convirtió en el primer director de las juventudes de la Iglesia de Dios (7.º día); fue allí donde a través de la representación teatral realizada, en donde las doce tribus de Israel portaban su respectiva cañaba según Levítico 23, que la obra tomó un aspecto de tradición y el resto de congregaciones imitaría hasta convertirse en un punto de fe en la época. Quedaría inaugurado la etapa "cabañista" de la Iglesia de Dios (Séptimo Día) en México por la influencia de la Conferencia de Salem de los Estados Unidos.
Existieron en este punto diferencias en las iglesias del norte y el sur de México:
- La "Cena del Señor" era llamada Pascua en el sur, donde se tomaba con una sola copa lo que representaba el vino; y en el norte se le llamaba "Santa Cena", en donde se tomaban con copas individuales.
- En la CDMX se realizaban tres fiestas anuales, en el norte sólo la "Santa Cena".
- En la CDMX se adoptó la normativa de la Ley mosaica respecto a la impureza de la mujer, en el norte no.

Aún con las diferencias, las prácticas del centro-sur se impusieron al norte.
Raphael Patai describe que existió un cambio notable respecto a la tendencia hacia el judaísmo entre sus trabajos etnográficos realizados en la Iglesia de Dios (Séptimo Día) en 1930 y 1948; agregando la información de la literatura de la organización religiosa que leyó, la cual databa de 1930 y según sus descripciones sobreponía la identidad y tradición cristiana, sus observaciones en 1948 lo llevaron a decir que "... cierto desarrollo en dirección hacia el judaísmo ha tomado lugar en la Iglesia de Dios".
La primera "Santa Convocación" (después denominado Concilio en 1959) tuvo lugar en 1944, a partir de este punto se logró mayor consolidación institucional. A través del proceso de reconocimiento de la Conferencia General estadounidense con sede en Stanberry (posteriormente en Denver) a la Iglesia mexicana, se aumentaron los intercambios en puntos de vista, que derivó en la participación de ministros de la Conferencia de Denver en los Concilios mexicanos, en donde tuvieron influencia. La Iglesia de Dios (7.º día) en México no había reproducido institucionalmente la división entre la Conferencia de Stanberry y la Conferencia de Salem, sin embargo había mantenido una posición de "estira y afloja" entre ministros de ambos grupos y de la literatura que se usaba. A partir de finales de los 40 e inicios de la década de los 50, la Conferencia mexicana declaró su acercamiento a la Conferencia General de la Iglesia de Dios (Séptimo Día) con sede en Denver una vez sucedida la reunificación de las Conferencias; sin embargo la influencia histórica con Andrew N. Dugger, quien en 1950 dirigió el movimiento para separar nuevamente y organizar una Conferencia de Regreso a Salem tuvo cierta influencia durante unos años más, hasta su culminación con la ruptura de ese movimiento. Debido a las sugerencias de la Conferencia estadounidense reunificada, se consideró un nuevo sistema de organización para evitar la concentración del liderazgo en una persona, pasando a componer un consejo ejecutivo de siete personas, a esto se le denominó "el gobierno de los siete" en 1950, en 1955 se modificó a "Comité Ejecutivo".
La forma organizacional de Los Siete pudo haber sucedido unos años antes, Raphael Patai reporta que alrededor de 1948-1949, el entonces ministro Carlos García le señaló que la Iglesia de Dios era gobernada por un ejecutivo de siete personas (Los Siete), seguido de un comité de doce personas (Los Doce) y un Concilio de setenta (Los Setenta), a esta información Raphael Patai agrega que según la literatura que encontró en su trabajo etnográfico dentro de la Iglesia de Dios (Séptimo Día) en la Ciudad de México, la organización era más compleja, en 1948 la organización contaba con jerarquías menores a las tres anteriores, en esos años llamados los ancianos, los ayudadores y los discípulos. Sobre el Concilio de setenta personas, aclara que sus integrantes eran conocidos como los sobrevedores, cuyo trabajo era la supervisión de iglesias y actividades misioneras.

#### La centralidad de Río Blanco
Ante la falta de un lugar físico que representara la centralidad de la organización, el templo en la colonia Río Blanco en la CDMX tomó con el paso del tiempo la posición de sede nacional de la Iglesia de Dios (Séptimo Día) en México.

Alberto García Becerril se convertiría en el pastor de esta congregación, cuya centralidad le permitió tener privilegios en la enseñanza e influencia en las prácticas de la Iglesia de Dios en México, debido a que ante la falta de un Centro de enseñanza para misioneros en la época, la formación de quienes aspiraban a evangelizar desde la doctrina sabataria de la ID7 debían de formarse en Río Blanco. La posición centralista de Río Blanco y de los hermanos García Becerril se prolongaron hasta inicios de los años 70 del siglo XX. Debido a la continuación de las tendencias judaicas y la monopolización del conocimiento histórico e institucional, algunos expertos en la historia de esta organización se expresan así de este momento: 

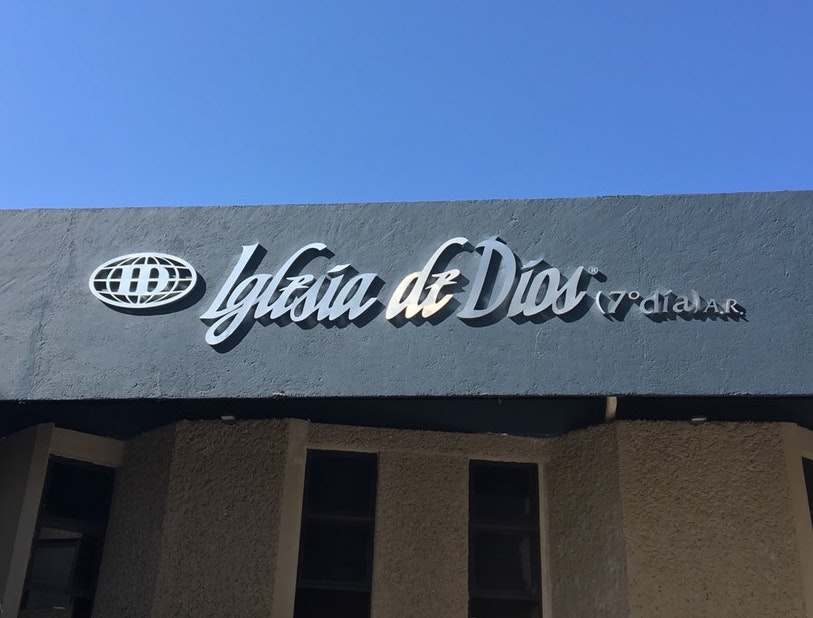
Sede de la Iglesia de Dios (Séptimo Día) en Cuernavaca, Morelos, México.

"De esta manera, la congregación de Río Blanco se convirtió en la cuna del radicalismo doctrinal en la Iglesia de Dios."

### Periodo Conciliar, hacia una vía más evangélica

#### Reformas conciliares y separación «cabañista»
En 1955 la organización tenía 1,921 miembros (bautizados) y 1,097 simpatizantes (no bautizados), un total de 3, 018. Sin embargo, esta cantidad puede incluir distintas separaciones institucionales de grupos disidentes, debido a que según el etnógrafo húngaro-judío Raphael Patai, Carlos García Becerril le reportó la existencia de 4, 000 miembros en 1945 y 8, 000 miembros en 1948, sin embargo las cifras pueden haber sido exageradas.
Posteriormente, en 1962, debido a reformas conciliares en el periodo de la búsqueda de un cristianismo más evangélico, así como la eliminación de las Fiestas de Levítico 23 en la Iglesia de Dios (Séptimo Día), bajo la influencia de la Conferencia General estadounidense en la presidencia de Robert Coulter y con el apoyo de Alberto García Becerril, la organización vivió una nueva división en la búsqueda de mayor apertura ante el denominado legalismo y autoritarismo.
Algunas congregaciones que no estuvieron de acuerdo con modificar los puntos de fe y que veían como una agresión a la identidad institucional se separaron para formar la Iglesia de Dios (Israelita), quienes todavía mantienen una postura más rígida y siguen celebrando las fiestas de Levítico 23, este grupo separatista tuvo el apoyo de Ezequías Campos Aguilar, quien era cercano a Andrew N. Dugger.
En el año 1975, la congregación de la colonia Río Blanco en la Ciudad de México se separa de la Iglesia de Dios (7.º día), pasan a crear lo que hoy se conoce como la Conferencia General de la Iglesia de Dios.

#### Eventos contemporáneos
La sede actual de la Iglesia de Dios (7.º día) A.R. en México está en la ciudad de Cuernavaca, Morelos. Las siglas A.R. hacen referencia a Asociación Religiosa, requisito obligatorio ante las leyes del gobierno mexicano.
La iglesia se afilió a la Confraternidad Evangélica de México (CONEMEX) después de que esta acción se aprobara por la Resolución Conciliar de 1993, con el objetivo de colaborar en la defensa de los derechos humanos de los ciudadanos mexicanos y el pueblo evangélico. En el mismo año, la iglesia se registra ante la Secretaría de Gobernación como una Asociación Religiosa, el gobierno mexicano le otorga la clasificación SGAR/9/93, por lo que es históricamente la novena asociación religiosa registrada formalmente en México.
En el año 2007, la Iglesia de Dios (7.º día) registraba en México a 722 congregaciones (entre iglesias y misiones), así como una membresía de 40,000 personas.
En el año 2009 el presidente mexicano en turno, Felipe Calderón, recibió en la residencia presidencial de Los Pinos a los dirigentes de las iglesias evangélicas más importantes de México, entre ellos el ministro Jacobo González Torres, presidente de la Iglesia de Dios (7.º día) en México, esta reunión fue con el fin de expresar apoyo a las acciones llevadas a cabo por el presidente de México en materia de seguridad, y para abogar por el respeto a la libertad religiosa y el trato igualitario a las confesiones religiosas. En el año 2000, la Iglesia de Dios (Séptimo Día) contaba con 63 congregaciones y 5670 miembros bautizados solamente en el área metropolitana de la Ciudad de México.

### Seminario de Entrenamiento Ministerial (SEM)
La Iglesia de Dios (7.º día) en México cuenta con el Seminario de Entrenamiento Ministerial (SEM) en la ciudad de Cuernavaca, cuya orientación es la formación de pastores dentro de la organización, su actual director es el ciudadano guatemalteco y ministro religioso Jonás Guzmán Leal.

## Congreso Ministerial Internacional

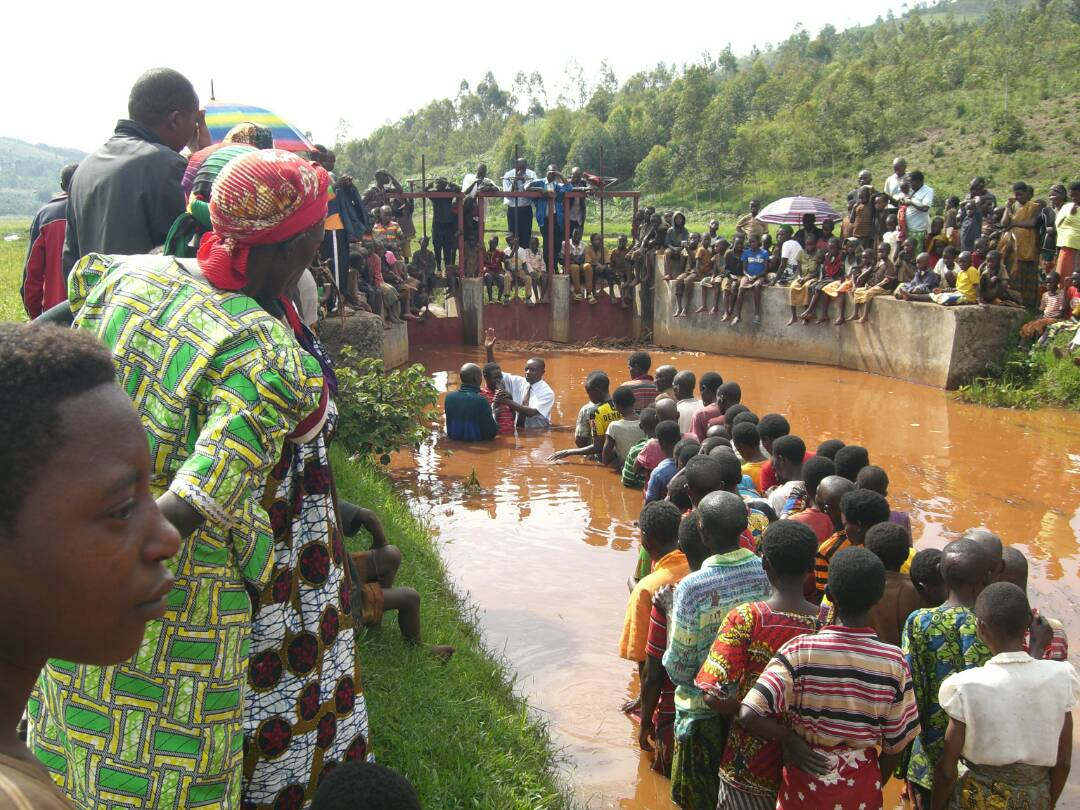
Bautizo de nuevos creyentes de la Iglesia de Dios (Séptimo Día) en Burundi.

El Congreso Internacional Ministerial (CIM), en inglés International Ministerial Congress, es la organización internacional de la Iglesia de Dios (Séptimo Día). Este Congreso se reúne cada cuatro años con el fin de integrar nuevos miembros y de mantener líneas doctrinales en común entre las Conferencias que son miembros. Las autoridades del Congreso son elegidas cada cuatro años y se componen de un presidente, un director, dos vicepresidentes, un secretario y un tesorero. Cada una de las siete zonas en las cuales se divide la organización del CIM cuenta con un embajador del Congreso.
Antes de 1963 los Congresos Ministeriales en Estados Unidos se consideraban como de "alcance mundial", sin embargo las dificultades para asistir de parte de ministros de la Iglesia de Dios (Séptimo Día) en otras partes del mundo hicieron que los objetivos internacionales de estos Congresos tuvieran pocos resultados. En 1968 se desarrolla la primera convención internacional de ministros en la ciudad mexicana de Monterrey; esta reunión fue asistida por 37 delegados estadounidenses, 18 de México, Centroamérica y el Caribe, y 63 observadores. A partir de esta reunión se creó el Congreso Ministerial Internacional, cuya siguiente sesión fue en Ciudad Juárez, México en 1972. En 1978 contaba con 27 Conferencias de Iglesias nacionales.
El objetivo del Congreso Ministerial Internacional es el de proveer una plataforma para la unidad teológica entre las Conferencias asociadas, adoptando 12 declaraciones de fe plenamente aceptadas por la organización.
El CIM mantiene diez puntos como parte de su visión:
1. Basado en la Biblia.
2. Celebración del sábado.
3. Distinto pero inclusivo.
4. Apasionado en adoración.
5. Participar como testigo.
6. Unidos en compañerismo.
7. Comprometidos con el discipulado.[55]

### Estructura internacional del CIM
El Congreso Ministerial Internacional tiene una estructura institucional que se divide en siete zonas alrededor del mundo: 1. Bahamas, Canadá, Guyana, Jamaica, Trinidad y Tobago y los Estados Unidos; 2. Belice, Costa Rica, El Salvador, Guatemala, Honduras, México, Nicaragua, Panamá; 3. Argentina, Brasil, Colombia, Chile, Ecuador, Uruguay, Paraguay, Venezuela; 4. India, Myanmar, Pakistán; 5. Burundi, Camerún, República Democrática del Congo, Ghana, Kenia, Malaui, Nigeria, Ruanda, Sierra Leona, Zambia, Zimbabue; 6. Australia, Filipinas; 7. Alemania, Italia, Polonia, Portugal, España, Reino Unido y con decenas de iglesias en desarrollo en otros países. La organización de la Conferencia General de la Iglesia de Dios (Séptimo Día) con sede en Denver forma parte de la zona 1 con extensión sobre Estados Unidos y Canadá, el resto de países se rigen bajo "conferencias hermanas" autónomas pero agrupadas todas bajo la organización del Congreso Internacional Ministerial.
En el 2018, los representantes del CMI por zona se conformaban de la siguiente manera:
- Zona 1: Whaid Rose (Estados Unidos y el Caribe)
- Zona 2: Walter Apen (México, Centroamérica y el Caribe)
- Zona 3: Jorge Gillig (Sudamérica)
- Zona 4: Jacob Rao (Asia)
- Zona 5: Robert Crawford (África)
- Zona 6: Phil Kordahi (Asia del Pacífico)
- Zona 7: Paulo Coelho (Europa)[53]

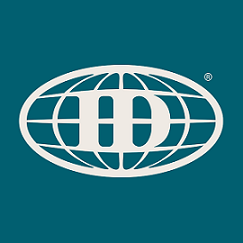
Logotipo de la Iglesia de Dios (7° día) A.R. en México (ligada a la Conferencia General en Denver)

### Membresía en Norteamérica
A partir de 2010, la Conferencia General de la Iglesia de Dios (Séptimo Día) tiene 233 congregaciones en los Estados Unidos y Canadá, con un estimado de 14,000 miembros, además de las 400 congregaciones en México. La membresía mundial en su Congreso Ministerial Internacional es de más de 300,000 miembros, con ministerios afiliados en 45 países. Las oficinas centrales para la conferencia de América del Norte de habla inglesa están en Denver, a partir de 2015 con el élder Loren Stacy sirviendo como su presidente. La Conferencia de Denver es miembro de la Bible Sabbath Association (org., 1943), una organización que promueve "el compañerismo y la cooperación entre los observadores del sábado de varios grupos". Mientras que como parte de América del Norte, la conferencia en México tiene una organización independiente pero unida al Congreso Internacional Ministerial, conocida como Iglesia de Dios (7° día) A.R.

## Doctrinas y prácticas

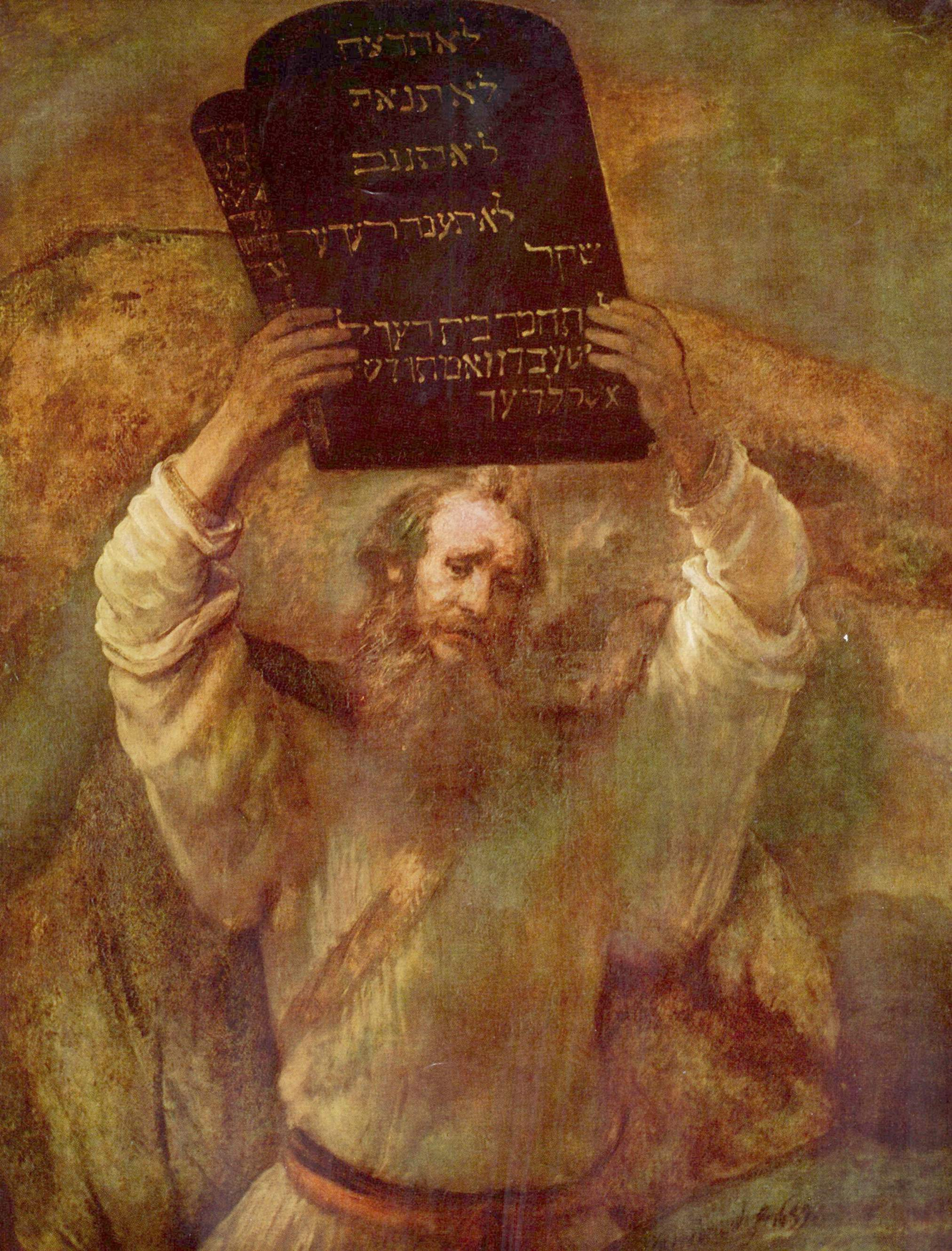
Los Diez Mandamientos son una de las bases fundamentales en la doctrina de la Iglesia de Dios (Séptimo Día)

Esta sección utiliza principalmente la Declaración de Fe de la Conferencia General de la Iglesia de Dios (Séptimo Día) [Conferencia de Denver] como referencia. La organización se declara bajo una tradición de credo abierto, lo cual significa que las posturas en torno a las creencias pueden cambiar dependiendo de las resoluciones conciliares dentro del Congreso Ministerial Internacional, tal como fue el caso de la integración de la doctrina de la divinidad de Jesucristo y el aumento en el respeto hacia lo que representa el Espíritu Santo.

### Declaraciones fundamentales
Aún con las modificaciones bajo el credo abierto en torno a la teología, especialmente en torno a la cristología, las declaraciones fundamentales para la organización que se publicaron en la revista La Esperanza de Israel en 1858 no han sido modificados en más de 150 años, los cuales son:
1. La Biblia es la única autoridad para la fe y práctica cristianas.
2. Los cristianos deben guardar los Diez Mandamientos.
3. El pecado entró al mundo por la desobediencia, teniendo como resultado la muerte. Los pecadores serán aniquilados en el Juicio.
4. El hombre no posee un alma inmortal pero puede obtener la vida eterna por la fe en Cristo mediante la resurrección.

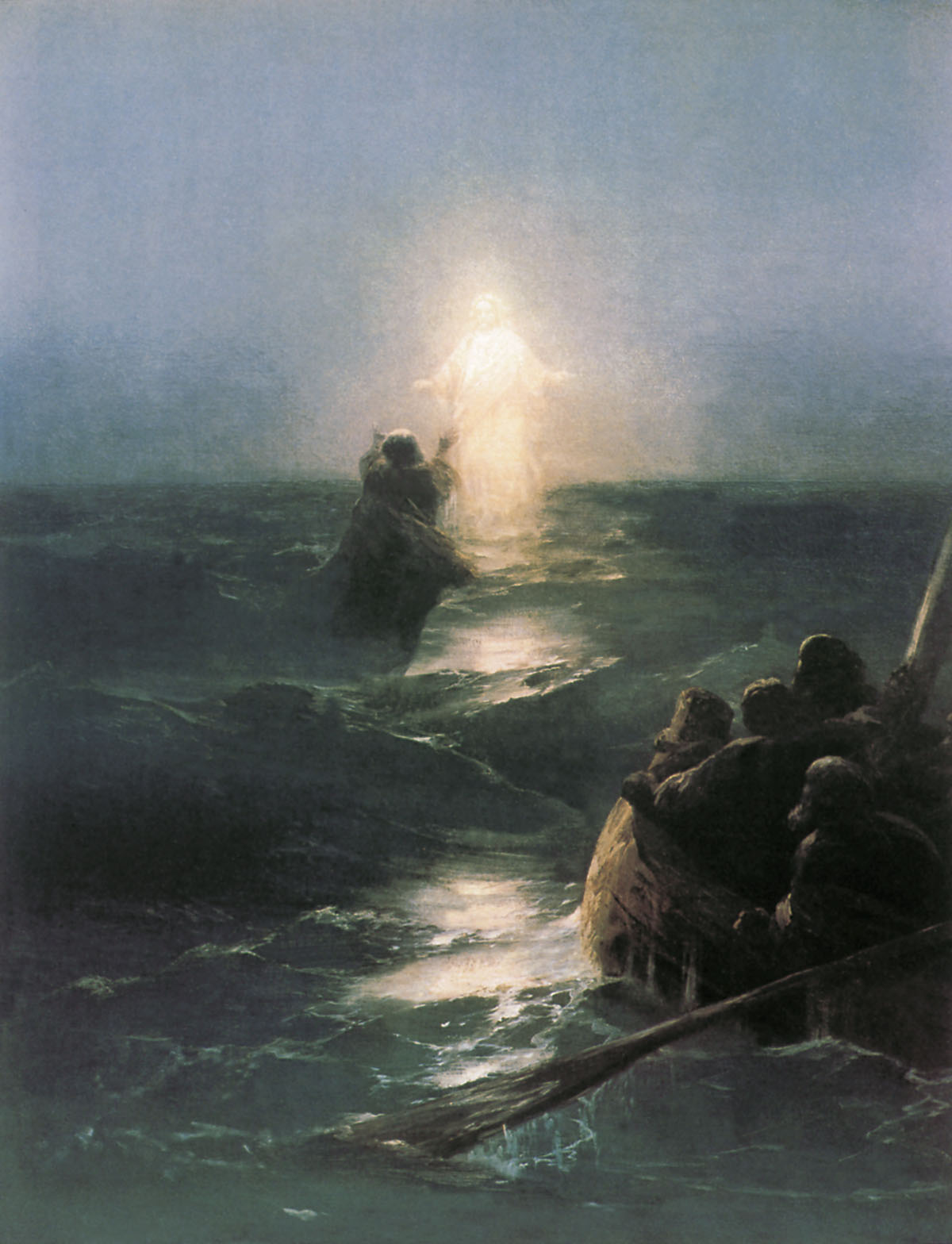
Los miembros de la Iglesia de Dios (Séptimo Día) creen que Jesucristo es Dios y que existe en la eternidad.

5. Israel será restaurado.[25]

### Cristología y la gracia
Delineando algunas creencias de las Iglesias de Dios (7.º día), la Declaración de Fe de la Conferencia General de la Iglesia de Dios (Séptimo Día) - Conferencia de Denver, como parte del Congreso Ministerial Internacional de la Iglesia de Dios (Séptimo Día) declara lo siguiente:
La Iglesia de Dios (Séptimo Día) cree en la divinidad de Jesucristo y que cree que él ha existido con el Padre desde toda la eternidad. El Congreso Ministerial Internacional de la Iglesia de Dios (Séptimo Día) declara que Dios se revela en las Escrituras como Padre e Hijo. Esta creencia cristológica es una evolución de sus creencias doctrinales de larga data en ese sentido. La Conferencia de Denver, parte del movimiento más grande de Iglesia de Dios (7.º día), tuvo una cristología unitaria durante gran parte del siglo XX, sin embargo después pasó a renunciar a este postulado doctrinal y comenzó a adoptar a una visión más clásica de Cristo como Dios.

Actualmente se mantiene una teología cercana al binitarismo aun cuando no hay una declaración explícita y hay miembros y congregaciones que pueden tener posturas trinitarias. En el año 2013 el ministro Robert Coulter expresó en El Abogado de la Biblia:
«Mientras que la Iglesia continúa rechazando un credo trinitario, se ha desarrollado un mayor respeto por el Espíritu Santo y elevado Su ministerio a los santos. ¡Una relación personal con Jesús por medio de su Espíritu que mora en nosotros es esencial para nuestra fe!»

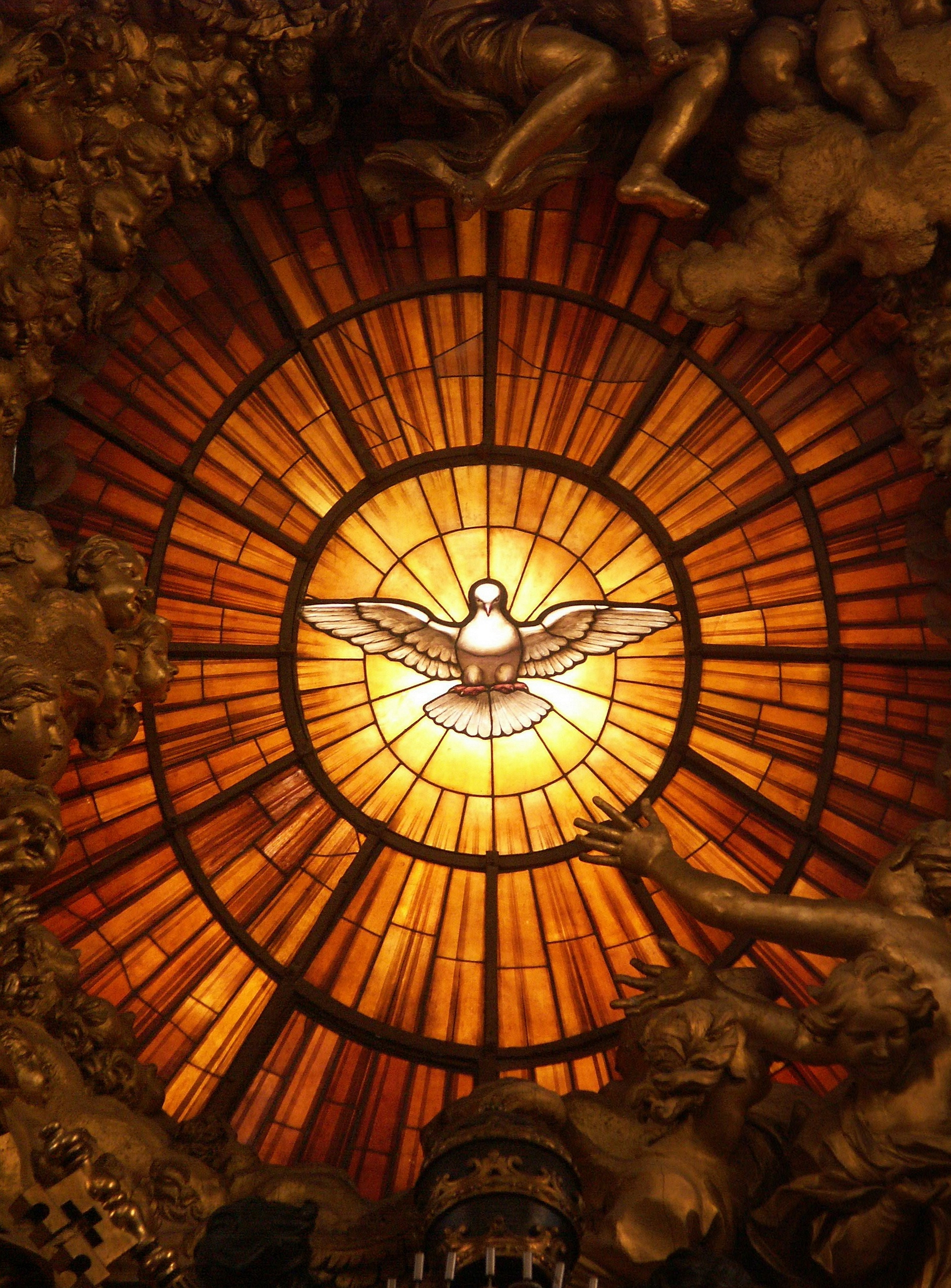
Aún existen diversas posturas y debates internos en torno al Espíritu Santo en la Iglesia de Dios (Séptimo Día)

En el año 2002, Calvin Burrell, anterior presidente de la Conferencia General de la Iglesia de Dios (Séptimo Día) escribió en El Abogado de la Biblia estadounidense:
«Históricamente, somos una iglesia no trinitaria, y preferimos otros puntos de vista sobre este complejo tema. Algunos de nosotros nos sentimos cómodos con las declaraciones trinitarias. Pero sospecho que más de nosotros preferimos la redacción bíblica y consideramos innecesario adoptar el lenguaje filosófico de muchos credos (p. Ej., "Tres personas co-iguales, co-eternas, con-sustanciales"). Tal redacción enfatiza la simetría dentro de la Divinidad, sin reconocer el paisaje más irregular de la Biblia con respecto al Padre, Hijo y Espíritu. Por ejemplo, las Escrituras regularmente subordinan al Hijo al Padre (Juan 14:28; 1 Timoteo 2: 5; etc.), pero es fácil pasar por alto esto en la mayoría de los credos. Y el Nuevo Testamento omite la referencia al Espíritu en muchos lugares que un trinitario esperaría que fuera mencionado (Juan 17, las doxologías, los saludos y las bendiciones de la mayoría de las epístolas, etc.). Esto sugiere que el Espíritu Santo puede no ser una "tercera persona" en el mismo sentido en que el Padre y el Hijo son personas. Nuestras declaraciones sobre Dios el Padre, Jesucristo, el Hijo y el Espíritu Santo indican nuestra creencia de que hay una especie de "tres" en la forma en que Dios se revela en las Escrituras, pero la Iglesia prefiere evitar el término no bíblico Trinidad. Ya no usamos mucha energía tratando de mostrar que el concepto está tomado de la religión pagana. Muchos de nosotros ahora reconocemos que la Trinidad es una posible interpretación, o modelo, del material bíblico, pero no el único. El endoso de la Trinidad ciertamente no es un requisito para la salvación, como algunos querrían que creyeras.»
De acuerdo con la Conferencia de Denver y el CMI, la salvación es por la gracia de Dios, recibida por fe en Jesucristo, aparte de las buenas obras, los méritos o las ceremonias humanos (Sección 4). La obediencia a la ley moral, aunque no es un medio para la salvación, se fomenta como una parte importante de la vida cristiana. Se desaconseja comer carne contaminada como carne de cerdo y mariscos, así como la observancia de Navidad y Pascua, bajo la justificación de los supuestos orígenes paganos en estas celebraciones (Sección 10).

### Creencias distintivas
- La humanidad es mortal, y la alma es inconsciente en la muerte (Sección 3). Los impíos que rechazan a Cristo hasta el final enfrentarán el juicio de aniquilación, no el tormento eterno en el fuego del infierno (Sección 12).[11]
- Se observan dos ordenanzas de la iglesia: bautismo por inmersión y un servicio anual de la Cena del Señor (con lavado de pies), observados anualmente en el día de la muerte de Jesús, Nisan 14 (Sección 6).[11]
- Respecto al diezmo,[54] la Iglesia de Dios (Séptimo Día) enseña que el otorgar diezmos de forma voluntaria es un acto consecuente a la redención por gracia, no un acto que provoque la redención, en coherencia con la línea doctrinal sobre la salvación por gracia.[63]

- La Iglesia de Dios (7.º día) se opone al servicio militar y la participación en la guerra física.[64]

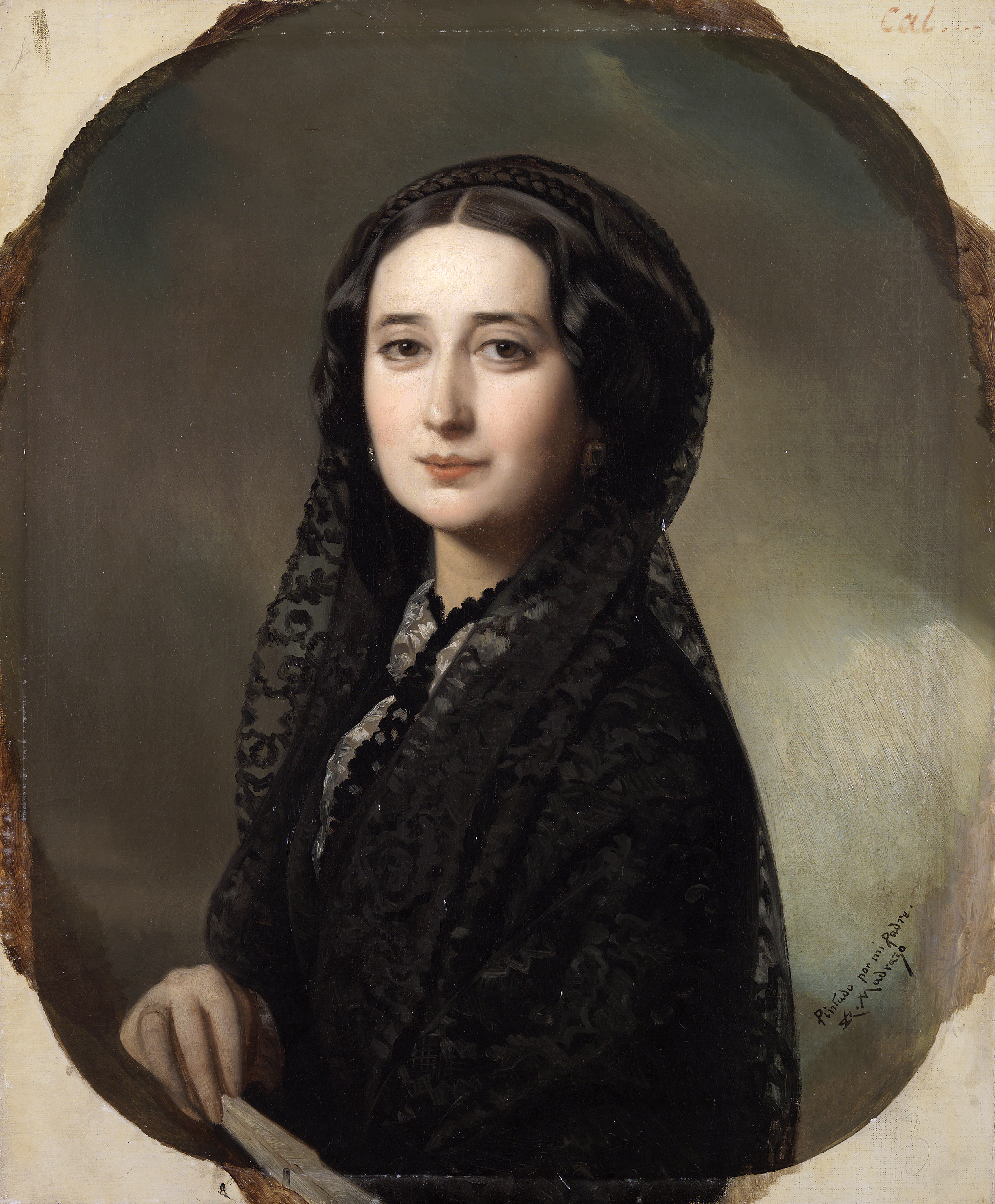
Las mujeres de algunas congregaciones latinoamericanas y británicas de la Iglesia de Dios (Séptimo Día) utilizan un velo ligero durante el servicio religioso. Las mujeres de las congregaciones británicas también pueden utilizar un sombrero en sustitución del velo.

- El uso del velo en las mujeres se considera un asunto litúrgico, por lo que depende de la congregación local a la que pertenezca cada miembro.[42]

### El sábado
La Iglesia de Dios (Séptimo Día) interpreta al sábado (séptimo día de la semana) como un día de descanso, como ley moral y como un «día de gracia», la organización expresa que el sábado no es la fuente de salvación, ya que esta es exclusiva de la gracia, sino que el sábado esta vinculado con la gracia de Jesucristo, "un regalo de Dios para toda la gente". 
"Los cincuenta y dos días Bíblicos de descanso de cada año permanecen disponibles para todos aquellos que reconocen su necesidad de un descanso divino, y lo reciben por fe en Jesús y con amor para todo el pueblo de Dios."
La organización también guarda el sábado como un acto de resistencia y alternativa a la cultura del consumo y el trabajo excesivo.

### Variaciones doctrinales de grupos disidentes
- La Conferencia de Salem,[67] las iglesias previamente afiliadas o vinculadas a la Conferencia de Jerusalén y varias Iglesias de Dios independientes (7 ° día) en Estados Unidos (organizaciones que no forman parte del Congreso Ministerial Internacional) aún creen que Jesucristo es un ser creado.[68] Algunas iglesias o individuos independientes conservan una cristología unitaria, sin embargo son los grupos minoritarios o que se desprendieron del Grupo de Denver.[69]

### Temas contemporáneos en controversia
- Aborto: La Iglesia de Dios (Séptimo Día) se manifiesta en contra de las prácticas abortivas, con excepción de las situaciones donde se involucre la vida de la persona que concibe (aborto terapéutico), por lo que la necesidad se impondría.[70]
- Divorcio: La organización se manifiesta a favor de la unión institucional matrimonial heterosexual, sin embargo la figura del divorcio es aceptada en casos excepciones: 1. en caso de infidelidad, 2. unión ilegítima, 3. en caso de perversión de la conducta de uno de los cónyuges que ponga en peligro a algún miembro de la familia. En los anteriores casos la organización aconseja una separación temporal antes del divorcio. En el caso de divorcio en contradicción con la recomendación pastoral, la organización eclesiástica advierte la sanción del miembro.[70]
- Homosexualidad: La organización se declara en contra de "las prácticas homosexuales" bajo la argumentación de la construcción del matrimonio basada en la composición cisgénero heterosexual. Al mismo tiempo expresa la existencia de la "reversión" de las "conductas homosexuales",[70] a pesar de que las terapias de "corrección" son prohibidas en muchos países por la violencia que representan. Al finalizar el abordaje de ese tema, la organización eclesiástica se pronuncia en contra de la marginalización y violencia contra las personas homosexuales.[70]
- Condón: La organización recomienda el uso del condón en caso de prevención de infecciones de transmisión sexual en personas fuera de la "ética cristiana" de la iglesia.[70]
- Estado de Israel: Esta organización considera que la creación del Estado de Israel en 1948 es una confirmación del "designo de Dios" para su restauración.[11]